# Merksem
Merksem ist ein Stadtteil im Osten von Antwerpen. Der Stadtteil ist 8,28 km² groß und zählt rund 44.000 Einwohner (Stand 2020).

## Geschichte
Merksem war bereits zu gallo-römischer Zeit besiedelt. Im Mittelalter ließen sich die ersten fränkischen Siedler dort nieder. Mit der Industrialisierung ab 1874 verschwand der ländliche Charakter. Es entstanden zwei Docks zum Albert-Kanal.
1921 wurde erstmals das Straßenradrennen Schaal Sels ausgetragen.
Während des Zweiten Weltkriegs war Merksem von den Nationalsozialisten besetzt.
Am 1. Januar 1983 fusionierte die zuvor selbständige Gemeinde mit sieben weiteren Gemeinden zu Groß-Antwerpen.

## Sehenswürdigkeiten
- Fort van Merksem
- Schloss Bouckenborgh
- Sportpaleis und Lotto Arena

## Persönlichkeiten
- Bert Anciaux (* 1959), Politiker
- Dimitri Van den Bergh (* 1995), Dartsspieler